# Kosmos 393
O Kosmos 393 (em russo: Космос 393) também denominado DS-P1-Yu Nº 39, foi um satélite artificial soviético lançado ao espaço com sucesso no dia 26 de janeiro de 1971 através de um foguete Kosmos-2I a partir do Cosmódromo de Plesetsk.

## Características
O Kosmos 393 foi o trigésimo nono membro da série de satélites DS-P1-Yu e o trigésimo sexto lançado com sucesso após o fracasso dos lançamentos do segundo, do vigésimo terceiro e do trigésimo segundo membros da série. Sua missão era auxiliar sistemas antissatélites e antimíssil soviéticos.
O Kosmos 393 foi injetado em uma órbita inicial de 512 km de apogeu e 283 km de perigeu, com uma inclinação orbital de 71 graus e um período de 92,1 minutos. Reentrou na atmosfera terrestre em 16 de junho de 1971.